# Ciclón Subtropical Humberto de 2022
La tormenta subtropical Humberto, fue un ciclón subtropical altamente inusual que se formó en enero de 2022, al oeste de la costa chilena. Durante la Temporada de ciclones del Pacífico Sur 2021-22. El sistema fue identificado fuera de los límites oficiales de la cuenca, en aguas abiertas entre la Isla de Pascua y la Isla Alejandro Selkirk, a mediados de enero.
El nombre Humberto le fue extraoficialmente en honor a Humberto Fuenzalida Villegas, considerado el padre de la meteorología en Chile.

## Historia meteorológica

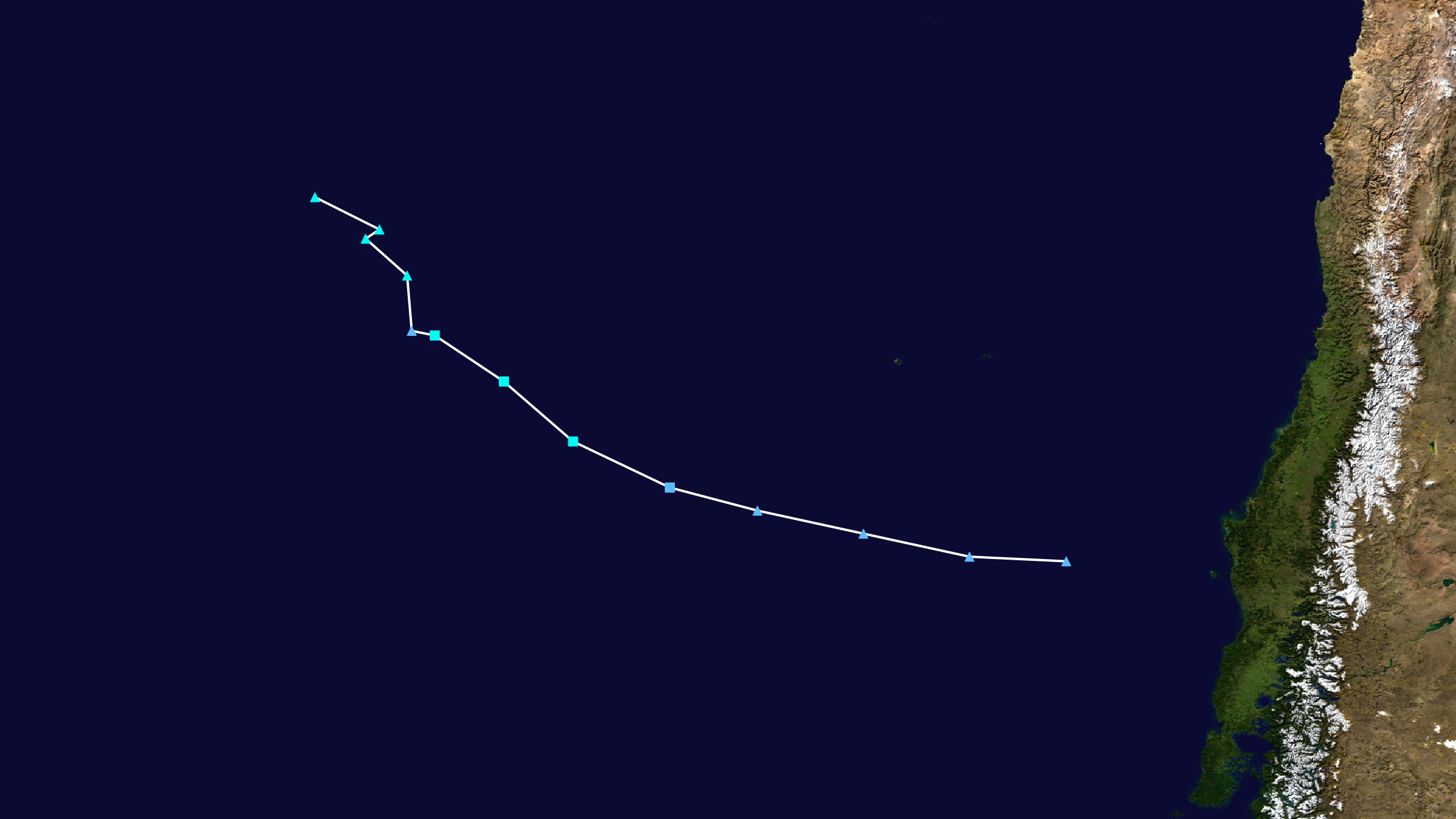
Trayectoria de la tormenta subtropical Humberto

El ciclón se formó en la superficie del océano Pacífico favorecido por una baja segregada en altura, donde normalmente se acostumbra a ver en esta época del año al poderoso Anticiclón del Pacífico Sur. El sistema presentó bastante nubosidad convectiva y esa forma en espiral característica de las circulaciones ciclónicas. Este sistema se formó en aguas con temperaturas de entre 18 °C a 20 °C (64 °F a 68 °F), que generalmente no admite actividad suficiente para la formación de tormentas.
Este ciclón se formó como una depresión extratropical a 865 kilómetros al norte de la Isla Alejandro Selkirk el día 10 de enero. Avanzó hacia el oeste  en dirección hacia la Isla de Pascua y durante el día 11 de enero giró primero hacia el norte y luego hacia el sureste en dirección hacia el continente. Para el mediodía del 12 de enero se fortaleció hasta alcanzar la categoría tormenta subtropical, y continuó rumbo hacia el continente, perdiendo fuerza a medida que se acercaba a la costa el día 13 de enero hasta debilitarse por completo, quedando solo una baja presión. 